# Renato Padovan
Renato Padovan (Venezia, 11 dicembre 1934 – Varese, 17 maggio 2017) è stato un cestista italiano.

## Biografia
Nasce a Venezia e si trasferisce con la famiglia a Milano nell'immediato dopoguerra. Frequenta l'oratorio dove inizia a muovere i primi passi nella pallacanestro; notato da Mario Borella, allenatore delle giovanili della Borletti, viene convocato nel settore juniores della squadra milanese. Particolarmente apprezzato da Cesare Rubini, debutta in prima squadra, vincendo tre scudetti con la compagine meneghina. Viene ceduto da Alfredo Casati alla Ignis Varese, in fase di formazione e crescita con l'avvento del nuovo proprietario, Giovanni Borghi. La crescita tecnica avvenuta in quegli anni, con l'avvento di Padovan ed altri giocatori, permette la conquista del primo scudetto, nel 1961, della squadra varesina guidata da Enrico Garbosi. 
Nel 1963 Padovan viene ceduto alla Algor Varese, seconda squadra della città. Questo è l'ultimo anno in cui gioca nella massima serie, passando successivamente in quelle minori, e concludendo la sua carriera nel 1969.
Continua quindi a vivere nella città giardino occupandosi di promozione pubblicitaria per l'azienda Ignis di Comerio.

## Carriera
In Serie A ha vestito la maglia di Milano e Varese, conquistando lo scudetto nel 1956-57 e nel 1960-61.

## Palmarès
- Campionato italiano: 4

Olimpia Milano: 1952-53, 1953-54, 1956-57
Pall. Varese: 1960-61